# Cardiochiles vitripennis
Cardiochiles vitripennis är en stekelart som beskrevs av Vladimir Ivanovich Tobias och Alexeev 1977. Cardiochiles vitripennis ingår i släktet Cardiochiles och familjen bracksteklar. Inga underarter finns listade.